# Trichinella spiralis
Trichinella spiralis là một loài giun xoắn ký sinh sinh sống trong cơ thể lợn, loài gặm nhấm, gấu. Loài giun này gây ra bệnh giun xoắn ở người. Người bị nhiễm khi ăn thịt chứa ấu trùng loài giun này nấu tái, sống lây truyền từ lợn hoặc chuột sang người, chủ yếu qua đường ăn uống do ăn tiết canh, thịt lợn hoặc thịt các động vật hoang dã sống hoặc nấu chưa chín có chứa ấu trùng giun xoắn.